# Ângela Guadagnin
Ângela Moraes Guadagnin (Rio de Janeiro, 8 de abril de 1948) é uma médica e política brasileira, filiada ao Partido dos Trabalhadores (PT). Foi prefeita e vereadora de São José dos Campos, e deputada federal.

## Formação
Angela iniciou sua vida acadêmica em 1968, ingressando na Faculdade de Medicina de Taubaté, ligada à Universidade de Taubaté. Formou-se médica em 1974. Em 1988 se tornou mestre em Saúde Pública pela Universidade de São Paulo. Em 2001, já como deputada federal, Angela terminou seu mestrado em Políticas Públicas pela Universidade Federal do Rio de Janeiro.

## Carreira política
Iniciou sua militância nas unidades públicas de saúde, organizando a população em defesa de seus direitos à saúde e à qualidade de vida. Foi prefeita de São José dos Campos entre os anos de 1993 a 1996. Durante seu mandato, foram construídas as etapas iniciais do Anel Viário e do Hospital Municipal, assim como a sede da Fundação de Atendimento a Criança e Adolescente Hélio Augusto de Souza. Também durante seu mandato como prefeita foi elaborado o Parque da Cidade.
Ângela Guadagnin foi deputada federal pelo Partido dos Trabalhadores e exerceu dois mandatos na Câmara dos Deputados, nas 52ª e 53ª legislaturas (1999-2007). Como deputada, ela presidiu a comissão de Seguridade Social e Família. Foi também membro da comissão de Ciência e Tecnologia. Participou das CPIs da Mortalidade Materna, da Exploração Sexual de Crianças e Adolescentes e da comissão que trata da Lei Nacional de Adoção. Em 2003, quando presidiu a Seguridade Social, conseguiu aprovar o Estatuto do Idoso.

### A "dança da pizza"
Ângela Guadagnin tornou-se nacionalmente conhecida por causa da Dança da Pizza, episódio em que dançou no plenário da Câmara dos Deputados, em comemoração à absolvição do colega João Magno das acusações de corrupção.
Candidata à reeleição em 2006, teve pouco mais de 37 mil votos e não conseguiu  se reeleger.
Em 2000 concorreu novamente a prefeitura, contra o então prefeito Emanuel Fernandes, mas não conseguiu se eleger.  Em 2008, foi eleita vereadora de São José dos Campos, com 4 329 votos. Em 2012, foi reeleita vereadora, com 3 268 votos. Em 2016, não foi reeleita vereadora, tendo recebido 2 291 votos.